# Liste des immateriellen Kulturerbes der Menschheit in Sri Lanka

Das Immaterielle Kulturerbe der Menschheit in Sri Lanka umfasst die kulturellen Ausdrucksformen, die für Sri Lanka aufgrund der UNESCO-„Konvention zum Schutz des immateriellen Kulturerbes“ in die Repräsentative Liste des immateriellen Kulturerbes der Menschheit aufgenommen wurden.
Die Konvention wurde 2003 ratifiziert und trat 2006 in Kraft. Unter der Aufsicht eines zwischenstaatlichen Komitees werden auf Antrag der Mitgliedsstaaten deren immaterielle kulturelle Aktivitäten wie Feste, Vorführungen, mündliche Traditionen, Musik und Handwerk dokumentiert und es werden Maßnahmen der Staaten zu deren Erhalt und Schutz vereinbart.

## Immaterielles Kulturerbe
Dies sind die Einträge Sri Lankas in die Repräsentative Liste. Die begleitenden Listen des immateriellen Kulturerbes zu guten Praxisbeispielen und erhaltungsbedürftigen Themen haben keine Einträge aus Sri Lanka.
| Bezeichnung                                      | Beschreibung | Bild | Jahr | UNESCO-Nr. und Link |
| ------------------------------------------------ | --- | ---- | ---- | ------------------- |
| Rūkada Nātya                                     | Das traditionelle Marionettentheater Rūkada Nātya wird von Gambari im Süden Sri Lankas mit Holzpuppen ausgeübt. Die Vorstellungen werden mit Gesang untermalt und behandeln unterhaltsame und lehrreiche Themen des Buddhismus, der Geschichte oder aus nadagam, einer vergangenen Form der Volksoper.                                                         |      | 2018 | 01370               |
| Dumbara Rata Kalala traditionelle Handwerkskunst | Dumbara Rata Kalala sind dekorative Matten, die aus Cantala-Fasern der hana-Pflanze (Agave cantala) gewebt werden. Diese in der kinnara-Gemeinschaft in den Dörfern Kalasirigama und Alokagama mit symbolischen Motiven und Designs hergestellten Textilien wurden im 15. bis 19. Jahrhundert vom Königshaus und der herrschenden Klasse als Tribut gefordert. |      | 2021 | 01693               |